# Цирк жахів
Цирк жахів (англ. Circus of Horrors) — англійський фільм жахів 1960 року.

## Сюжет
1947 рік, Англія. Доктор пластичної хірургії через наслідки невдало проведеної операції біжить до Франції. Там він стає директором цирку і продовжує робити пластичні операції жінкам які виступають в його цирку. Цирк подорожує Європою і стає дуже популярним. Одного разу ведуча гімнастка говорить доктору, що хотіла б покинути цирк. Щоб залякати їй, доктор вбиває кількох акторів. Ці події зацікавлюють Скотланд-Ярд.

## У ролях
| Актор           | Роль                      |
| --------------- | ------------------------- |
| Антон Діффрінг  | доктор Шулер              |
| Еріка Ремберг   | Елісса Каро               |
| Івонн Монлор    | Ніколь Вейнет             |
| Дональд Плезенс | Вейнет                    |
| Джейн Хілтон    | Ангела                    |
| Кеннет Гріффіт  | Мартін                    |
| Конрад Філліпс  | інспектор Артур Еймс      |
| Джек Гвіллім    | Ендрюс                    |
| Ванда Хадсон    | Магда фон Мекк            |
| Івонн Ромейн    | Меліна                    |
| Колетт Вільде   | Евелін Морлі Фінсбері     |
| Вільям Мервін   | доктор Морлі              |
| Джон Мерівейл   | Едвард Фінсбері           |
| Пітер Суонвік   | німецький інспектор Кнопф |
| Карла Челлонер  | Ніколь                    |